# Foulques de Villaret

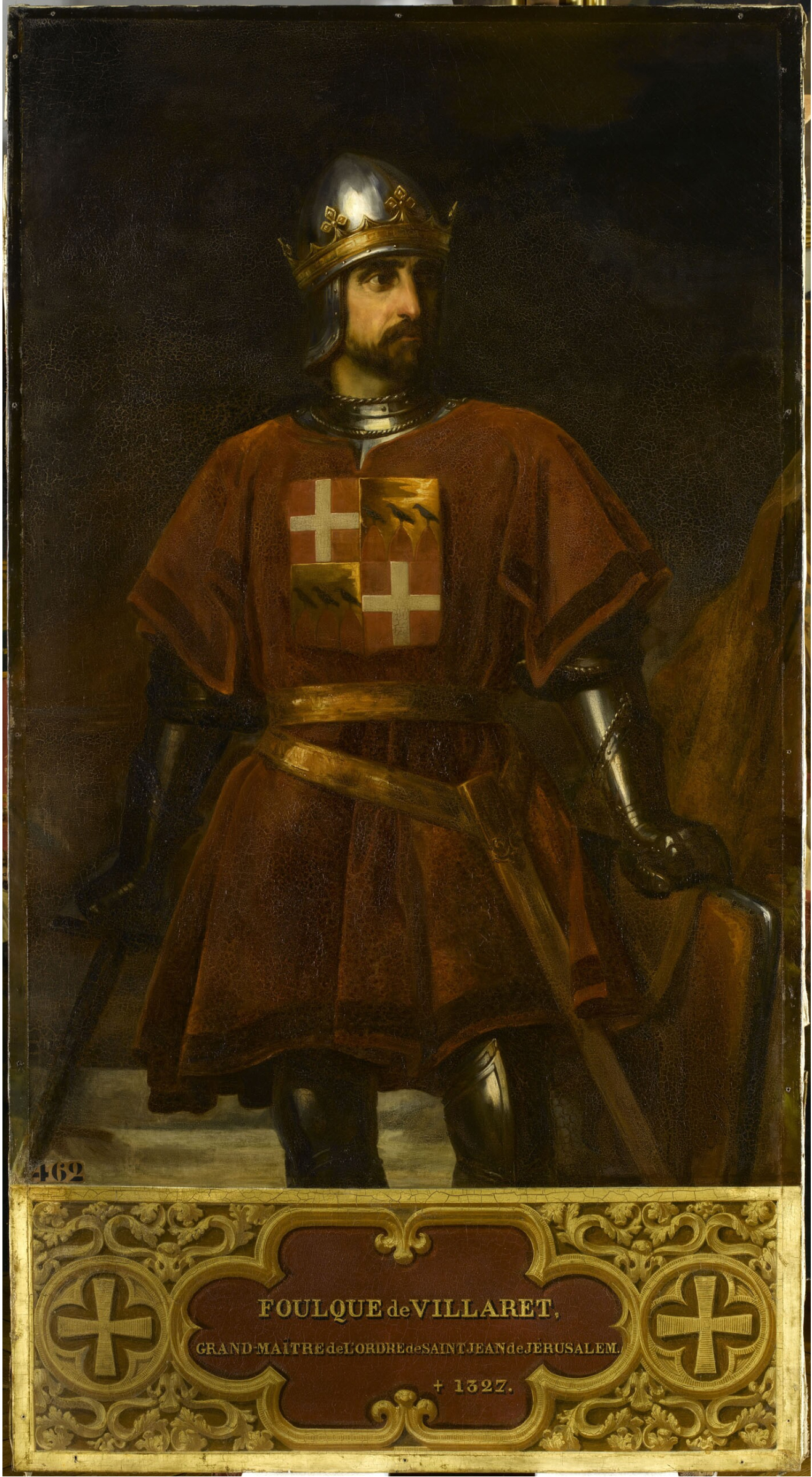
Foulques de Villaret, Gemälde von Eugène Goyet, 1841

Familienwappen von Fulko von Villaret

Großmeisterwappen von Fulko von Villaret

Foulques de Villaret (auch Fulko von Villaret, Folquetus Villaretus, Fulco de Villareto) († 1. September 1327) war ein Adliger aus der Provence und von 1305 bis 1319 der 25. Großmeister des Johanniterordens.
Er löste 1305 seinen Bruder Guillaume de Villaret als Großmeister ab, der vergeblich versucht hatte, Rhodos einzunehmen.
Foulques eroberte 1309 Rhodos und etablierte den Orden dort für über 200 Jahre.
Auf Zypern besaß der Orden als Untertan des dortigen Königs keine Handlungsfreiheit. 1306 bot sich die Gelegenheit, einen neuen Ordenssitz zu gründen. Foulques de Villaret trat in Verhandlungen mit dem Genueser Piraten Vignolo de‘ Vignoli ein, der auf der griechischen Inselgruppe Dodekanes Lehen besaß. Es wurde vereinbart, dass de‘ Vignoli nach der Eroberung von Rhodos ein Drittel der Insel für sich behalten, während der Orden den Rest der Insel, sowie die Insel Leros und ein Drittel der Insel Kos in Besitz nehmen sollte.
Sommer 1306 landete Foulques de Villaret auf Rhodos und eroberte zwei strategisch wichtige Festungen der Insel: Feraklos und Filerimos. Er suchte nachdem auch Unterstützung durch Philipp den Schönen von Frankreich, den König von England, Eduard II., den Papst, Clemens V., Karl II. von Neapel und durch die Genueser. Die endgültige Eroberung der Insel erfolgte 1309 mit der Einnahme der Stadt Rhodos.
Bis auf drei (Karpathos und Kassos im Besitz der venezianischen Familie Cornaro; Astypalea, beherrscht von den Quirinis vom Herzogtum Naxos) wurden auch die übrigen Inseln des Dodekanes nach und nach erobert.
Die Anpassung an die einheimische, griechische Bevölkerung war schwierig.
Foulques de Villarets Lasterhaftigkeiten und sein Despotismus brachte die Ordensmitglieder so gegen ihn auf, dass die Ritter rebellierten. Sie ernannten Maurice de Pagnac zum neuen Großmeister.
Foulques de Villaret konnte einer Gefangennahme entgehen, indem er sich in die Festung von Lindos flüchtete. Das Eingreifen des Papstes setzte den Streitigkeiten ein Ende. Beide Großmeister wurden ihres Amtes enthoben und 1319 Helion de Villeneuve die Führung übertragen.
Papst Johannes XXII. ernannte ihn am 29. Juni 1319 zum Prior des Priorates Capua. Doch auch dort eckte er bei der Bevölkerung an. Der Papst veranlasste schließlich, dass der Prior von Rom Philippe de Gragnana am 13. Januar 1325 die Würde des Priors von Capua annahm, Villaret wurde Prior von Rom. Er starb am 1. September 1327 und wurde in der Kirche Saint-Jean in Montpellier bestattet.